# 引力奇点
引力奇異点（英語：Gravitational singularity），也称时空奇異点（Spacetime singularity）或奇點，是一个體積无限小、密度无限大、引力无限大、時空曲率無限大的點，在这个点，目前所知的物理定律無法适用。例如黑洞的中心以及在宇宙大爆炸之前的初始奇點。
当前的理论推测，当一个物体落入黑洞裡并趋近位于中心的奇点时，这物体会因不同部位受到增强的吸引力而被拉长，為潮汐力，或称麵條化，最终完全失去维度并无可挽回地消失于奇点。外界观测者在安全的距离外，对这事件的观测则会完全不同。根据相对论，外界观测者会看到物体随着趋近于黑洞而变得越来越慢，最终在事件視界完全停止，而从来没有真正落入黑洞。
奇点的存在常被用来作为广义相对论失效的证明，这是意料之内的，因奇点存在于量子效应显著的状况中。可以想像，将来某种与量子引力的联合理论（如目前研究的超弦理论、圈量子引力论）不需用奇点来解释黑洞，但这种理论还需要很多年的驗證。
根据宇宙审查假说，黑洞的奇点保持隐藏在事件视界后面，事件视界内的光线无法逃逸，因此无法直接对其观测。假想所允许的唯一的例外（称为裸奇点）是宇宙一开始的大爆炸，由於宇宙在大爆炸之前的初始狀態為一奇點，廣義相對論及量子力學會在奇異點處失效，但量子力學實際上並不容許粒子佔據比自己波長小的空間。
两种最重要的时空奇点的类型分别是曲率奇異点和锥形奇異点。廣義相對論預言奇點存在於黑洞之內：任何恆星因引力塌縮至小於其史瓦西半徑後會形成黑洞，產生一個被事件視界包圍的奇異點（同樣，黑洞形成的理論並沒有考慮量子力學），這種奇點被稱為曲率奇異點。
有數學推導指出，物質會被奇異點破壞，消失於三維空間，以二維的形式存於黑洞表面，而其二維數據理論上可以重現於三維空間。這使科學家推測世界實際為二維數據，而三維空間可能只是被二維數據所投映。
按奇点的本身特性，我们有可能永远无法完全描述或了解黑洞中心的奇点。虽然观测者可以向黑洞中心发送訊号，但是黑洞内部仍然難以獲取資訊，至今只能單靠理論推測，無法取得實驗數據證明奇點確實存在。